# Antonio Maccanico
Antonio Maccanico (Avellino, 4 de agosto de 1924 – Roma, 23 de abril de 2013) fue un político socioliberal y consitucionalista italiano, que ocupó diferentes carteras tanto en el Parlamento como en los gobiernos de Italian.

## Biografía
Maccanico estudicó derecho en la Universidad de Pisa en 1946. Comenzó su carrera en la cámara de Diputados como referendario en junio de 1947. Trabajo en diferentes comisiones. Ocupó el cargo de secretario general en la oficina del Presidente de Italia Sandro Pertini durante nueve años. Fue presidente del banco Mediobanca, de 1987 a 1988, época en la que la entidad se acabó privatizando. Sucedió a Enrico Cuccia en el puesto antes mencionado.
Maccanico fue nombrado Ministro de Asuntos Regionales e Institucionales desde el 13 de abril de 1988 y estuvo allí hasta el 13 de abril de 1991. De todas maneras, no se hicieron grandes reformas durante su cartera. Fue elegido senador el 6 de abril de 1992 por el Partido Republicano Italiano y ocupó su escaño hasta 1994. Fue subsecretario de Estado de la Presidencia del Gabinete en el gabinete de Carlo Azeglio Ciampi de 29 de abril de 1993 a 9 de mayo de 1994.
Después de la renuncia del Primer Ministro Lamberto Dini en enero de 1996, Maccanico fue designado para formar gobierno el 1 de febrero de 1996. Maccanico argumentó enérgicamente que todas las partes deberían ponerse de acuerdo sobre las reformas requeridas antes de la formación del gobierno. De todas maneras, fue incapaz de formar mayoría, renunciando al mandato el 14 de febrero y por lo que el presidente Oscar Luigi Scalfaro disolvió el parlamento el 16 de febrero. Maccanico fue elegido diputado el 21 de abril de 1996, formando parte de la lista de Romano Prodi, de la circunscripción de Campania 2.
El 18 de mayo de 1996, Maccanico fue nombrado Ministro de Comunicaciones en el gabinete del Primer Ministro Romano Prodi. En el Gabinete, formaba parte de la Unión Democrática que se había formado en 1996. Fue el padre de la ley n.º 249 de 31 de julio que 1997 que compuso las bases de la autoridad de comunicaciones de Italia. La ley fue llamada como Ley Maccanico. Estuvo en ese ministerio hasta 1998. En junio de 2000 fue nombrado ministro de Reformas Consitucionales en el Gabinete de Massimo D'Alema, sustituyendo a Giuliano Amato en ese puesto, y Maccanico ocupó diferentes cargos en diferentes gobiernos hasta 2001. En 2000 Maccanico fue elegido en la Cámara de representantes. En 2006, fue elegido por cuarta vez en el Parlamento por el partido Democracia es Libertad-La Margarita de Campania.

## Muerte
Maccanico murió en un hospital de Roma el 23 de abril de 2013 a los 88 años.
En 2014 los diarios de Maccanico fueron editados por el historiador Paolo Soddu con el título Con Pertini al Quirinale. Diari 1978–1985.